# Côte-d'Or
Côte-d'Or (21) es un departamento francés situado en la región de Borgoña-Franco Condado, con capital en Dijon. A sus habitantes se les llama, en francés, Côte-d'Oriens [cita requerida].
En el momento de su concepción se pensó en llamarlo Alto Sena (Haute-Seine) o Sena y Saona (Seine-et-Saône). El nombre que finalmente lleva hace referencia la cordillera de la Côte-d'Or, y significa 'Cuesta de oro'.

## Historia
El departamento de Côte-d'Or fue creado el 4 de marzo de 1790 por la Asamblea Constituyente a partir de la antigua provincia de Borgoña, a la que siempre estuvo íntimamente ligada.

### Origen del nombre
Côte-d'Or es el único departamento francés que no fue bautizado bajo un criterio geográfico sensu stricto. El nombre fue elegido por André-Rémy Arnoult, abogado del parlamento de Dijon y diputado de la Asamblea Constituyente de 1790, quien propuso el nombre, inspirándose en el color dorado adoptado por las viñas de los montes de Beaune en otoño (montes que por sí mismos adoptarían el nombre de Côte d'Or). Este nombre, tomado pues únicamente de la poesía, fue ratificado por el Parlamento en lugar de otras propuestas como Alto-Sena o Sena-y-Saona.

## Geografía
Côte-d'Or es parte de la región de Borgoña.

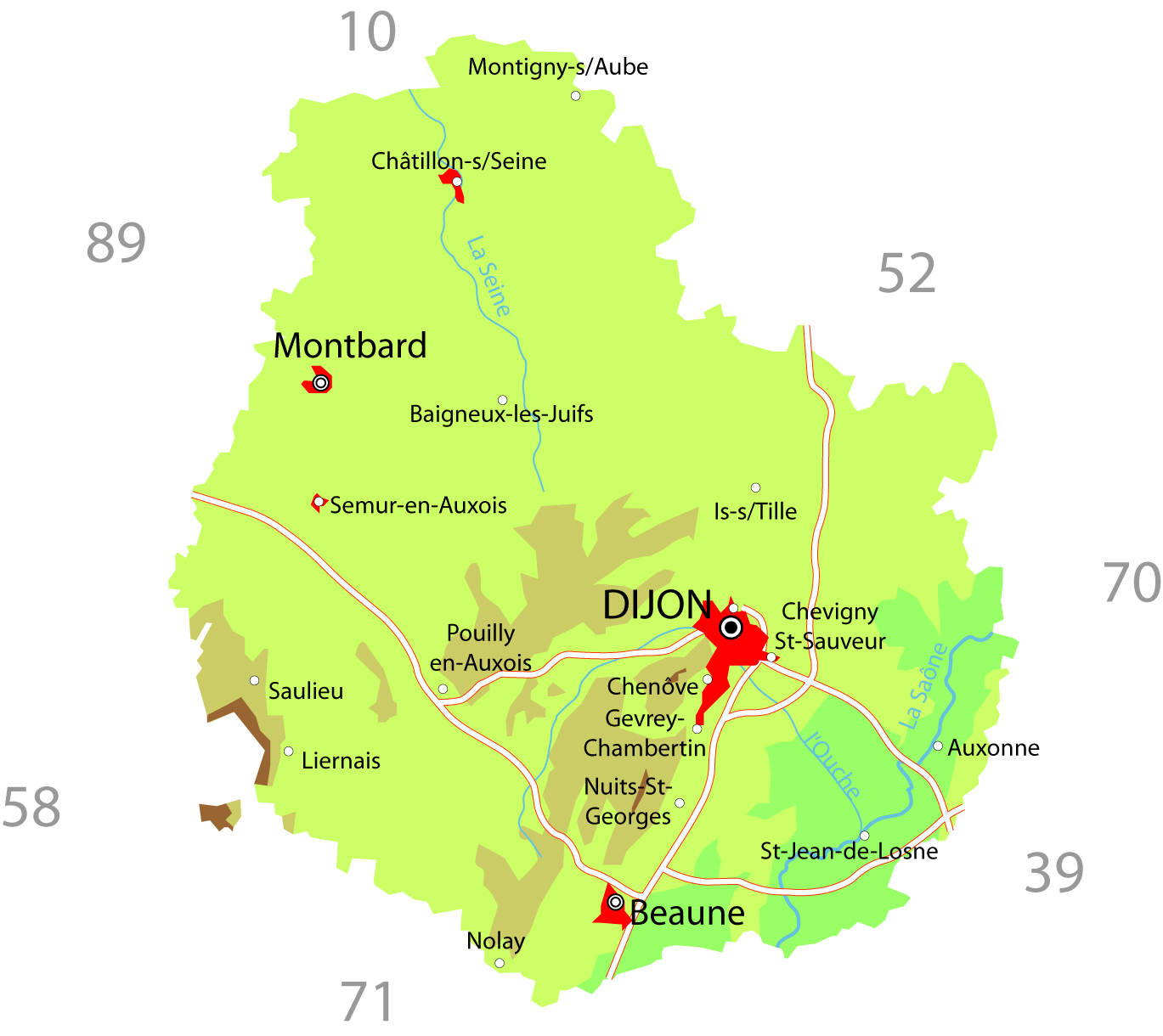
Departamento de Côte-d'Or.

- Límites:al norte con Aube y Alto Marne, al este con Jura y Alto Saona, al sur con Saona y Loira, y al oeste con Yonne y Nièvre.
- Principales cursos de agua:  Sena, Saona, Vingeanne, Tillé, Ouche, Armançon, Dheune.
- Ménessaire forma un enclave de Côte-d'Or entre los departamentos de Nièvre y Saona y Loira.
- Mayor lago: lago de Marcenay-et-Larrey (1 km²).

### Ríos
Côte d'Or se sitúa bajo el umbral de Borgoña, compartiendo los cuencas vertientes del Sena, del Ródano (del Saona) y del Loira. A lo largo del departamento transcurren los afluentes de cada río, principalmente:
- El Armançon y el Aube afluentes del Sena, quien toma su fuente del mismo departamento, en la cuenca de Langres en Saint-Germain-Source-Seine
- El Arroux que nace al sur del departamento para después unirse al Loira.
- El Saona, principal afluente del Ródano que atraviesa una gran parte del departamento, en particular Auxonne, Saint-Jean-de-Losne o también Seurre. El Ouche, afluente del Saona, es sin lugar a dudas el río más emblemático del departamento, atravesando principalmente Dijon.

### Topografía
Côte-d'Or está dividida en cuatro grandes conjuntos geográficos, el Morvan al sudeste, la Cuenca de Langres al norte, la llanura del Saona al este, y el Auxois-Châtillonais al noroeste.
EL punto más elevado del departamento, 723 m (Mont de Gien) se sitúa en el Morvan, en el enclave de Ménessaire, mientras que el punto menos elevado, a 174m se encuentra a la salida del Saona.

## Clima

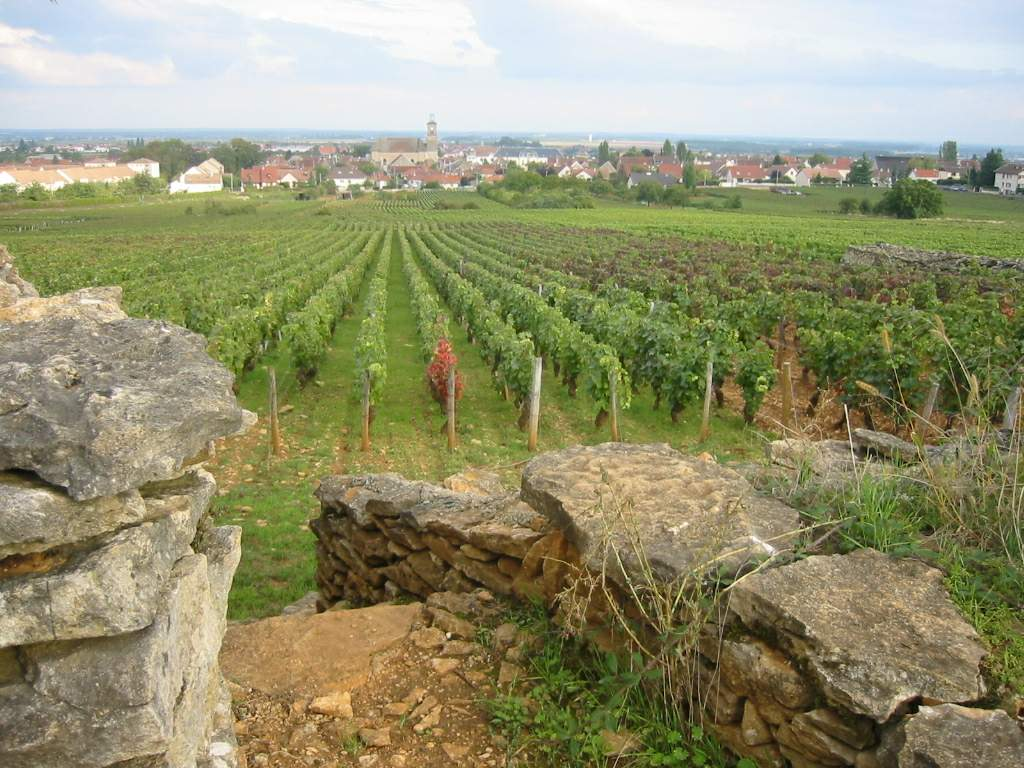
Paisaje típico de los viñedos de Borgoña.

El clima de Côte-d'Or, oceánico con tendencia semi-continental, es alterado por sus diferentes partes por lo que presenta numerosas caras como:
- El valle del Saona tiene tendencia mediterránea, principalmente la Côte d'Or que dispone de un microclima muy favorable con una insolación anual muy importante[1]
- El Morvan, en las cumbres de las Côtes, donde se puede encontrar más un clima de media montaña.
- La Cuenca de Langres donde los inviernos son largos, fríos con grandes heladas.

De manera general, los veranos pueden ser calurosos y secos, mientras que los inviernos son generalmente fríos y húmedos con frecuentes precipitaciones en forma de nieve.

## Demografía
| 1801    | 1831    | 1841    | 1851    | 1856    | 1861    | 1866    |
| ------- | ------- | ------- | ------- | ------- | ------- | ------- |
| 340.500 | 375.063 | 393.316 | 400.297 | 385.131 | 384.140 | 382.762 |
| 1872    | 1876    | 1881    | 1886    | 1891    | 1896    | 1901    |
| 374.510 | 377.663 | 382.819 | 381.574 | 376.866 | 368.168 | 361.626 |
| 1906    | 1911    | 1921    | 1926    | 1931    | 1936    | 1946    |
| 357.959 | 350.044 | 321.088 | 328.881 | 333.800 | 334.386 | 335.602 |
| 1954    | 1962    | 1968    | 1975    | 1982    | 1990    | 1999    |
| 356.839 | 387.869 | 421.192 | 456.070 | 473.548 | 493.866 | 506.755 |

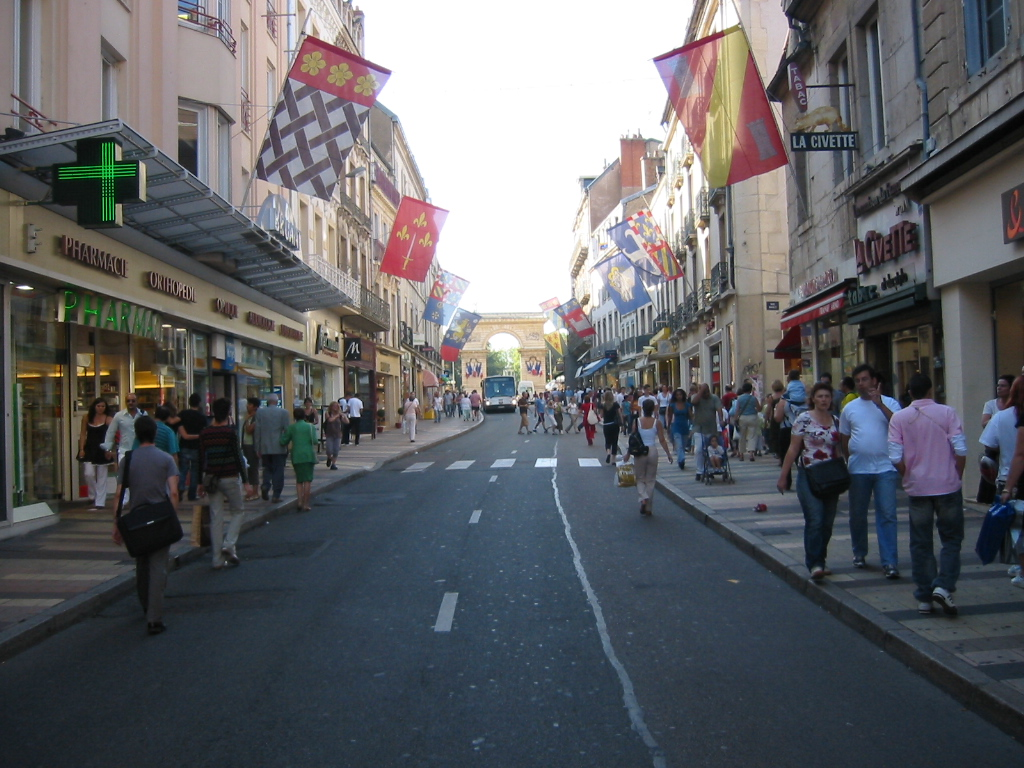
Dijon agrupa a casi la mitad de la población del departamento.

Las principales ciudades del departamento son (datos del censo de 1999):
- Dijon: 149.867 habitantes, 236.953 en la aglomeración.
- Beaune: 21.923 habitantes (la aglomeración se compone de un único municipio).

## Varios

### Política
- Distritos de Côte-d'Or
  - Distrito de Dijon
  - Distrito de Beaune
  - Distrito de Montbard
- Cantones de Côte-d'Or

### Heráldica
- Escudo de Côte-d'Or: «cortado, en la primera parte, zona I: en azul sembrado de flores de Lys de oro y con borde en rojo y plata;zona II: seis bandas en azul y oro y borde en rojo; segunda parte en oro liso». Este escudo fue diseñado por Robert Louis.[cita requerida]

## Turismo

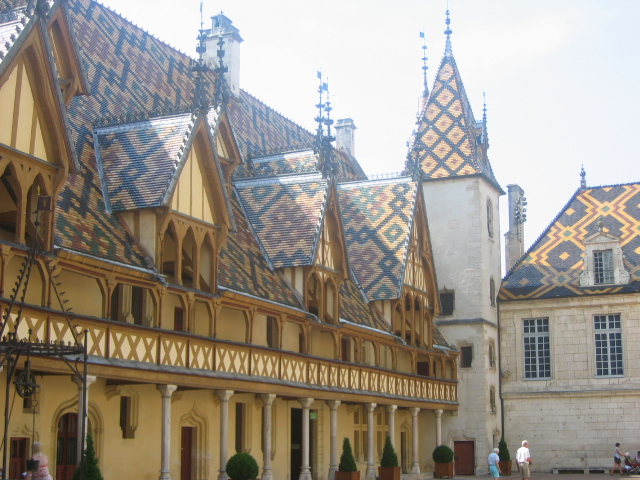
Los Hospicios de Beaune, uno de los símbolos de Côte-d'Or.

Côte-d'Or dispone de verdaderas ventajas turísticas así como un patrimonio cultural nada despreciable.
Podemos citar en desorden:
- La Tumba de Vix y su crátera, el famoso Vase de Vix («Recipiente de Vix»), datado en la Edad de Hierro.
- Alesia
- El Castillo de Rochepot
- Los Hospicios de Beaune
- El Camino de las Grandes Cosechas desde Dijon a Santenay.
- Dijon, clasificada como ciudad de Arte e Historia
- Semur-en-Auxois, ciudadela medieval.
- Auxonne y su arsenal.

En Côte-d'Or se presentan paisajes muy variados entre sí:
- La meseta Côte d'Or.
- El cirque de Bout du Monde, cerca de Beaune.
- El Morvan, principalmente con la Panorámica de Savilly.
- Los bosques del Châtillonais.